# Lista regiunilor din Bavaria

Bavaria (în germană: Freistaat Bayern) este ca suprafață cel mai mare land al Germaniei. Este situat în sud-estul țării. În Bavaria există următoarele regiuni tradiționale:
| - Spessart - Rhön - Mainfranken - Hassberge - Grabfeld - Coburgerland și Itzgrund - Frankenwald - Steigerwald - Fränkische Alb - Obermainland - Fichtelgebirge - Vogtland - Sechsämterland - Waldnaab-Wondrabsenke - Steinwald - Oberpfälzer Wald - Oberpfälzer Seenplatte - Bayerischer Wald - Vorderer Bayerischer Wald - Böhmerwald - Hersbrucker Schweiz - Nürnberger Land | - Frankenhöhe - Aischgrund - Nördlinger Ries - Hahnenkamm - Altmühltal - Donautal - Donauried - Bayerisches Alpenvorland - Chiemgau - Oberland - Werdenfelser Land - Pfaffenwinkel - Bayerische Alpen - Berchtesgadener Land - Bayerisch Schwaben - Allgäu - Königswinkel - Lechrain - Niederbayerisches Bäderdreieck - Gäuboden - Hallertau |